# Verdellino
Verdellino (lombardul: Verdelì) település Olaszországban, Lombardia régióban, Bergamo megyében. Lakosainak száma 7535 fő (2023. január 1.). Verdellino Boltiere, Ciserano, Levate, Osio Sotto és Verdello községekkel határos.

## Népesség
A település lakossága az elmúlt években az alábbi módon változott:
| Lakosok száma | 7625 | 7569 | 7535 |
|               | 2017 | 2018 | 2023 |